# Naturpark Frankenwald
Der Naturpark Frankenwald liegt im Norden des bayerischen Regierungsbezirkes Oberfranken. Der Naturpark im Frankenwald wurde am 23. April 1973 gegründet. Er ist 1023 km² groß und umfasst den Landkreis Kronach sowie Teile der Landkreise Kulmbach und Hof mit dem ehemaligen Landkreis Naila. Im Naturpark leben knapp 140.000 Menschen. Er schließt sich unmittelbar an die Naturparks Thüringer Wald und Thüringer Schiefergebirge-Obere Saale an. Zusammen mit den beiden Thüringer Naturparks bildet der Naturpark Frankenwald ein geschlossenes Naturparkgebiet mit ca. 4000 km².

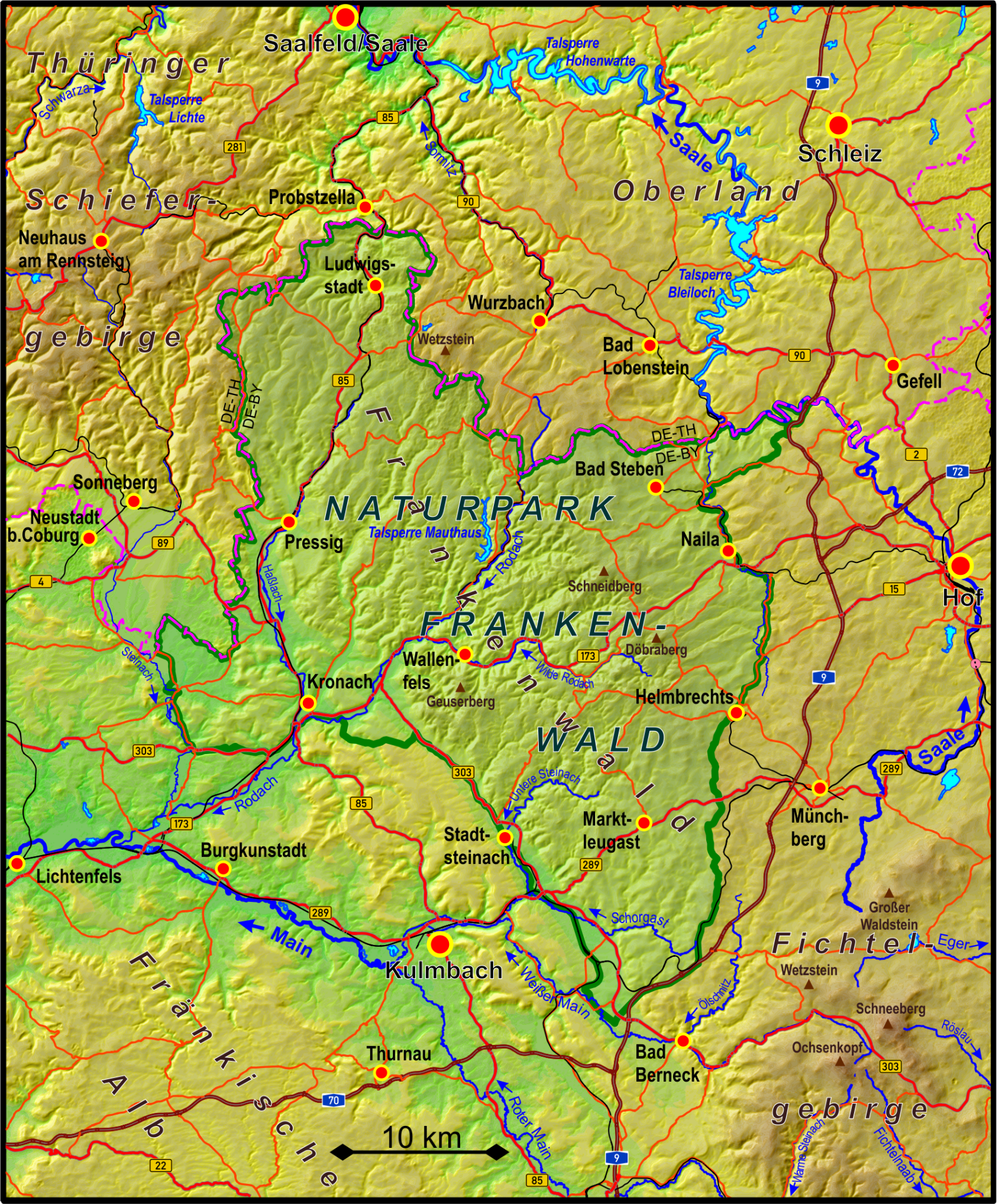
Lage und Topografie des Naturparks Frankenwald

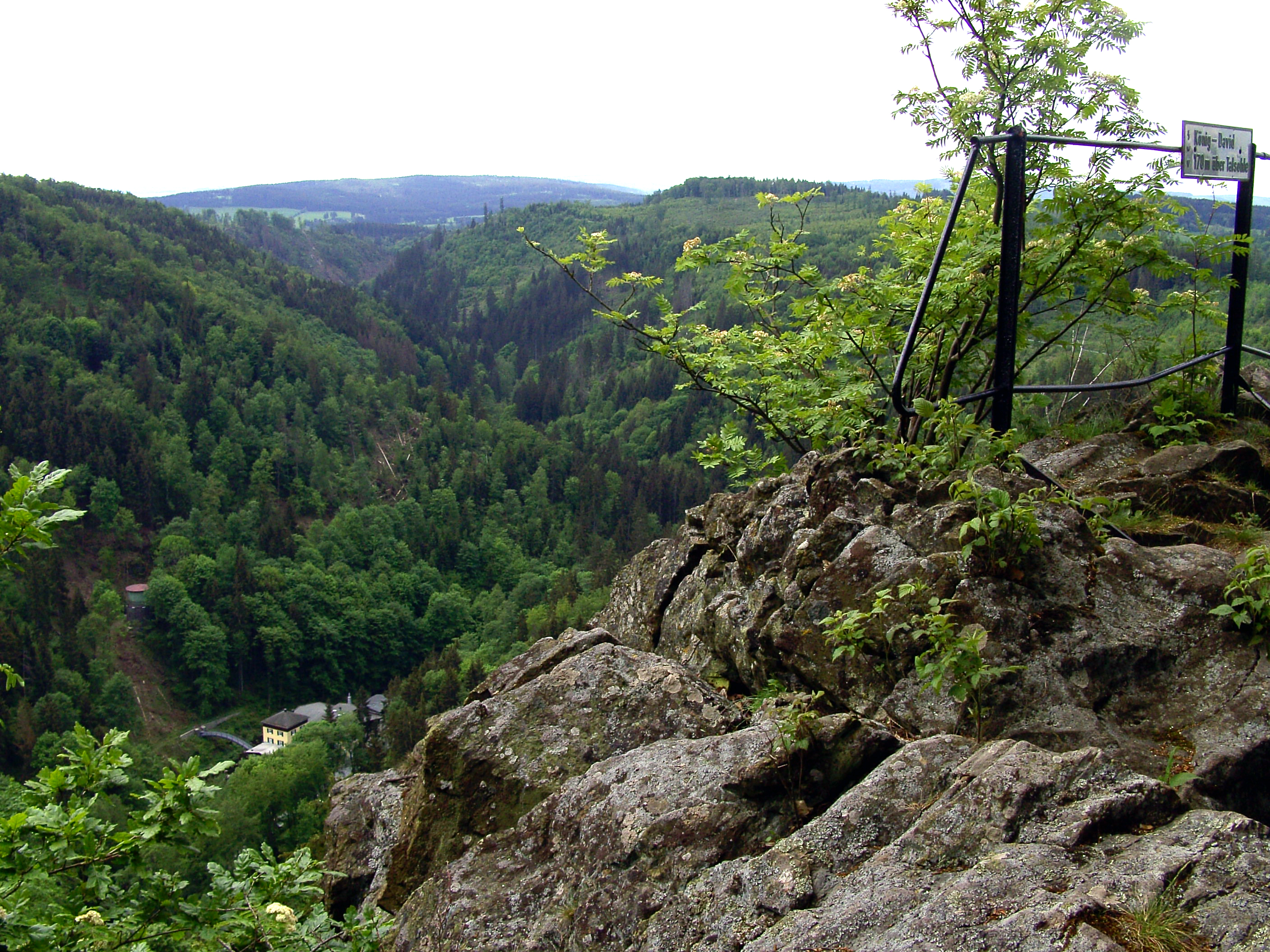
Höllental im Frankenwald

## Informationszentren
- Naturparkinformationspunkt im Forsthaus Gerlas
- Infozentrum Blechschmidtenhammer bei Lichtenberg
- Naturparkinformationspunkt auf der Festung Rosenberg in Kronach
- Naturparkinformationspunkte Stadtsteinach
- Infozentrum im Bahnhof Steinwiesen